# Giovanni Ernesto di Sassonia-Weimar
Giovanni Ernesto di Sassonia-Weimar (Weimar, 25 dicembre 1696 – Francoforte sul Meno, 1º agosto 1715) è stato un principe e compositore tedesco, membro della Casa di Wettin. Alcuni suoi concerti per orchestra vennero trascritti per organo da Johann Sebastian Bach.

## Biografia
Giovanni Ernesto era il settimo figlio di Giovanni Ernesto III di Sassonia-Weimar e della sua seconda moglie, Carlotta d'Assia-Homburg. In gioventù studiò violino con Georg Christoph Eylenstein e clavicembalo con Johann Gottfried Walther. Quest'ultimo, nel 1708, gli dedicò i Praecepta der Musicalischen Composition, grazie al quale il giovane principe apprese i primi rudimenti di composizione.
Da febbraio 1711 a luglio 1713 studiò presso l'Università di Utrecht. Durante questo periodo approfondì la sua passione per la musica recandosi spesso ad Amsterdam e Düsseldorf, importanti centri di attività musicale, per ascoltare concerti e acquistare nuovi spartiti. Ad Amsterdam sentì suonare Jan Jacob de Graaf, l'organista cieco della Nieuwe Kerk, il quale era solito eseguire all'organo adattamenti di composizioni orchestrali di autori italiani, rimanendone molto colpito.
Nel 1713, terminati gli studi, tornò a Weimar portandosi dietro una grande quantità di partiture, specialmente di noti maestri italiani (fra gli altri, Antonio Vivaldi, Alessandro e Benedetto Marcello e Giuseppe Torelli), con la speranza di trapiantare alla corte di Weimar il gusto musicale italiano all'epoca di moda. Le partiture destarono l'attenzione di Johann Gottfried Walther e di Johann Sebastian Bach, che erano a servizio presso quella corte.
Questi ultimi, basandosi sugli spartiti orchestrali portati dal principe, realizzarono alcune trascrizioni per clavicembalo e per organo soli. Giovanni Ernesto, inoltre, compose lui stesso alcuni concerti, pubblicati postumi da Georg Philipp Telemann nel 1718, e oggetto anch'essi di trascrizioni cembalistiche e organistiche da parte di Bach. Da tempo malato, Giovanni Ernesto di Sassonia-Weimar partì il 4 luglio 1714 alla volta di Schwalbach per sottoporsi a cure termali, spostandosi poi a Wiesbaden e a Francoforte sul Meno, dove morì nel 1715. Venne sepolto a Bad Homburg vor der Höhe nella tomba di famiglia della madre, i langravi d'Assia-Homburg.

## Ascendenza
|                                                         |                                |                                                         | Genitori                                          |  |  | Nonni |  |  | Bisnonni                        |  |  | Trisnonni                       |  |
|                                                         |                                |                                                         |                                                   |  |  |       |  |  | 8. Guglielmo di Sassonia-Weimar |  |  | 16. Giovanni di Sassonia-Weimar |  |
|                                                         |                                |                                                         |                                                   |  |  |       |  |  | 8. Guglielmo di Sassonia-Weimar |  |  | 16. Giovanni di Sassonia-Weimar |  |
|                                                         |                                | 17. Dorotea Maria di Anhalt                             |                                                   |  |  |       |  |  | 8. Guglielmo di Sassonia-Weimar |  |  |                                 |  |
| 4. Giovanni Ernesto II di Sassonia-Weimar               |                                |                                                         |                                                   |  |  |       |  |  | 8. Guglielmo di Sassonia-Weimar |  |  |                                 |  |
|                                                         |                                | 9. Eleonora Dorotea di Anhalt-Dessau                    | 18. Giovanni Giorgio I di Anhalt-Dessau           |  |  |       |  |  |                                 |  |  |                                 |  |
|                                                         |                                | 9. Eleonora Dorotea di Anhalt-Dessau                    | 18. Giovanni Giorgio I di Anhalt-Dessau           |  |  |       |  |  |                                 |  |  |                                 |  |
|                                                         |                                | 9. Eleonora Dorotea di Anhalt-Dessau                    | 19. Dorotea del Palatinato-Simmern                |  |  |       |  |  |                                 |  |  |                                 |  |
| 2. Giovanni Ernesto III di Sassonia-Weimar              |                                | 9. Eleonora Dorotea di Anhalt-Dessau                    |                                                   |  |  |       |  |  |                                 |  |  |                                 |  |
|                                                         |                                | 10. Giovanni Cristiano di Schleswig-Holstein-Sonderburg | 20. Alessandro di Schleswig-Holstein-Sonderburg   |  |  |       |  |  |                                 |  |  |                                 |  |
|                                                         |                                | 10. Giovanni Cristiano di Schleswig-Holstein-Sonderburg | 20. Alessandro di Schleswig-Holstein-Sonderburg   |  |  |       |  |  |                                 |  |  |                                 |  |
|                                                         |                                | 10. Giovanni Cristiano di Schleswig-Holstein-Sonderburg | 21. Dorotea di Schwarzburg-Sondershausen          |  |  |       |  |  |                                 |  |  |                                 |  |
| 5. Cristina Elisabetta di Schleswig-Holstein-Sonderburg |                                | 10. Giovanni Cristiano di Schleswig-Holstein-Sonderburg |                                                   |  |  |       |  |  |                                 |  |  |                                 |  |
|                                                         |                                | 11. Anna di Oldenburg-Delmenhorst                       | 22. Antonio II di Oldenburg-Delmenhorst           |  |  |       |  |  |                                 |  |  |                                 |  |
|                                                         |                                | 11. Anna di Oldenburg-Delmenhorst                       | 22. Antonio II di Oldenburg-Delmenhorst           |  |  |       |  |  |                                 |  |  |                                 |  |
|                                                         |                                | 11. Anna di Oldenburg-Delmenhorst                       | 23. Sibilla Elisabetta di Braunschweig-Dannenberg |  |  |       |  |  |                                 |  |  |                                 |  |
| 1. Giovanni Ernesto di Sassonia-Weimar                  |                                | 11. Anna di Oldenburg-Delmenhorst                       |                                                   |  |  |       |  |  |                                 |  |  |                                 |  |
|                                                         | 12. Federico I d'Assia-Homburg | 24. Giorgio I d'Assia-Darmstadt                         |                                                   |  |  |       |  |  |                                 |  |  |                                 |  |
|                                                         | 12. Federico I d'Assia-Homburg | 24. Giorgio I d'Assia-Darmstadt                         |                                                   |  |  |       |  |  |                                 |  |  |                                 |  |
|                                                         | 12. Federico I d'Assia-Homburg | 25. Maddalena di Lippe                                  |                                                   |  |  |       |  |  |                                 |  |  |                                 |  |
| 6. Federico II d'Assia-Homburg                          | 12. Federico I d'Assia-Homburg |                                                         |                                                   |  |  |       |  |  |                                 |  |  |                                 |  |
|                                                         |                                | 13. Margherita Elisabetta di Leiningen-Westerburg       | 26. Cristoforo di Leiningen-Westerburg            |  |  |       |  |  |                                 |  |  |                                 |  |
|                                                         |                                | 13. Margherita Elisabetta di Leiningen-Westerburg       | 26. Cristoforo di Leiningen-Westerburg            |  |  |       |  |  |                                 |  |  |                                 |  |
|                                                         |                                | 13. Margherita Elisabetta di Leiningen-Westerburg       | 27. Anna Maria Ungnad                             |  |  |       |  |  |                                 |  |  |                                 |  |
| 3. Carlotta d'Assia-Homburg                             |                                | 13. Margherita Elisabetta di Leiningen-Westerburg       |                                                   |  |  |       |  |  |                                 |  |  |                                 |  |
|                                                         |                                | 14. Giacomo Kettler                                     | 28. Guglielmo Kettler                             |  |  |       |  |  |                                 |  |  |                                 |  |
|                                                         |                                | 14. Giacomo Kettler                                     | 28. Guglielmo Kettler                             |  |  |       |  |  |                                 |  |  |                                 |  |
|                                                         |                                | 14. Giacomo Kettler                                     | 29. Sofia di Prussia                              |  |  |       |  |  |                                 |  |  |                                 |  |
| 7. Luisa Elisabetta di Curlandia                        |                                | 14. Giacomo Kettler                                     |                                                   |  |  |       |  |  |                                 |  |  |                                 |  |
|                                                         |                                | 15. Luisa Carlotta di Brandeburgo                       | 30. Giorgio Guglielmo di Brandeburgo              |  |  |       |  |  |                                 |  |  |                                 |  |
|                                                         |                                | 15. Luisa Carlotta di Brandeburgo                       | 30. Giorgio Guglielmo di Brandeburgo              |  |  |       |  |  |                                 |  |  |                                 |  |
|                                                         |                                | 15. Luisa Carlotta di Brandeburgo                       | 31. Elisabetta Carlotta del Palatinato-Simmern    |  |  |       |  |  |                                 |  |  |                                 |  |
|                                                         |                                | 15. Luisa Carlotta di Brandeburgo                       |                                                   |  |  |       |  |  |                                 |  |  |                                 |  |